# Bedri
Bedri ist ein türkischer männlicher Vorname arabischer Herkunft, der auch in Albanien und Mazedonien gebräuchlich ist. Die weibliche Form des Namens ist Bedriye.

## Namensträger
- Bedri Baykam (* 1957), türkischer Künstler und Autor
- Bedri Rahmi Eyüboğlu (1911–1975), türkischer Maler und Lyriker
- Bedri Gürsoy (1902–1994), türkischer Fußballspieler und -funktionär
- Bedri Myftari (1938–2013), albanischer Schriftsteller und Journalist
- Bedri Spahiu (1908–1998), albanischer Generalleutnant und Politiker
- Bedri Yağan (1959–1993), Mitglied einer militanten türkischen Organisation

## Familienname
- Babikr Bedri (1856–1954), mahdistischer Krieger und Vorreiter der Frauenbildung im Sudan